# Lisa S.
Lisa S.（本名：麗莎·史萊斯納，1978年5月26日—），美國模特兒，曾經參與大量平面廣告拍攝，亦有客串演出電影。她現時亦是音樂頻道Channel V的VJ。

## 生平
Lisa S.在摩納哥出生，父親是中法混血兒，母親Peggy為美國猶太人。她在紐約由繼父 Gary Selesner（現凱薩皇宮的總裁）和母親撫養長大，14歲時並被星探發掘成為模特兒。她在2000年前往香港，但由於大家都不懂得唸她的姓氏，所以她索性把姓氏簡化成為「S.」，以方便大家。憑着她出眾的外表，她在香港的時裝界很受歡迎，更成為了花旗銀行、De Beers鑽飾及Olay護膚產品的代言人。她被譽為「能把設計師的設計增添魔法的國際模特兒」。
Lisa S.熱愛旅遊，亦曾在香港主持一個時尚生活的節目。她曾與奧斯卡影帝阿德里安·布羅迪拍拖三年，後因男方發展事業關係分手。
2010年4月6日，與拍拖八年的男友香港影星吳彥祖於南非結婚。由於兩夫婦均為娛樂圈人，所以經常成為「狗仔隊」的追跡目標。
2012年12月2日，吳彥祖宣佈 Lisa S.懷孕三個月。懷孕後，Lisa S.為嬰兒及孕婦奶粉美素佳兒代言，電視廣告於6月1日起播放。

## 作品列表

### 電視劇
- 老冯日记 (2006) 飾 Lisa S.（該集客串）
- 談情說案 (2010) 飾 Kay

### 電影作品
- 飛鷹 (2004)
- 寶貝計劃 (2006)
- 人在江湖 (2007)
- 形影不離 (2010) [6]

### 综艺节目
美女厨房 (第二辑)

## 外部連結
- Official Blog of Lisa S. （页面存档备份，存于）
- Lisa Selesner在互联网电影资料库（IMDb）上的資料（英文）
- Lisa Selesner在香港影庫上的簡介
- Lisa S.的新浪微博
- Lisa S.的Facebook專頁
- Lisa S.的Instagram帳戶